# ماریجانا یووتیچ
ماریجانا یووتیچ (انگلیسی: Marijana Jevtić؛ زادهٔ ۱۶ مهٔ ۱۹۸۰) بازیکن فوتبال اهل بوسنی و هرزگوین است.
وی همچنین در تیم ملی فوتبال زنان بوسنی و هرزگوین بازی کرده‌است.